# Beaver Creek (dopływ Fall Creek)
Beaver Creek – rzeka w Stanach Zjednoczonych, w stanie Nowy Jork, w hrabstwie Tompkins. Rzeka jest jednym z dopływów Fall Creek, wpada do tejże w miejscowości Dryden. Długość cieku nie została określona, natomiast powierzchnia zlewni wynosi 24,1 km².